# Yo! Opera
Yo! Opera is een meerdaags internationaal jeugdoperafestival dat tweejaarlijks plaatsvindt en heeft tevens een werkplaats voor jeugdopera in een jeugdtheaterhuis in Utrecht. Yo! Opera werd in 2001 opgericht door artistiek leider Anthony Heidweiller en Saskia van de Ree.

## Festival
Het internationaal jeugdoperafestival vindt altijd in Utrecht plaats, met de Stadsschouwburg Utrecht als festivalcentrum en voorstellingen op diverse locaties in de stad. Het festival duurt vijf dagen en trekt jaarlijks ongeveer 10.000 deelnemers en bezoekers. De eerste edities was het een programmerend festival en werd er incidenteel een eigen project georganiseerd. In de loop der jaren zijn de projecten die onder het festival vallen uitgebreid. 
Buiten Utrecht was Yo! Opera te zien op het Oerol Festival en bij het Kameroperafestival in Zwolle. Vanaf 2010 is de organisatie ook betrokken bij internationale coproducties en opdrachtwerk in Essen (Ruhr 2010), Istanbul (Urban Cosmopolitism en Istanbul 2010) en Soweto (Grahamstownfestival 2010).

### Gezelschappen
De volgende gezelschappen hebben de afgelopen edities opgetreden:
- België: Muziektheater Transparant, Walpurgis, Zonzo Compagnie
- Canada: Chants Libre
- Duitsland: June Oper der Staatsoper Stuttgart, Neuköllner Oper
- Engeland: Glyndebourne Opera
- Frankrijk: Compagnie Arcal Lyrique
- Noorwegen: Opera Omnia
- Finland: Finse Nationale Opera
- Nederland: Buffo Operamakers, Frank Groothof, Nationale Reisopera, Opera Cinema Nederland, Vandenbulck, Xynix Opera

## Projecten
Projecten worden sinds 2004 geproduceerd:
- 2004 - 'Opera uit het Hart': 30 opera’s van 3 minuten in Hoog Catharijne
- 2005 - 'Opera in de Bus': 10 nieuwe opera’s op rijdende bussen
- 2005-2007 – 'Kloppend Hertz': tweejarig componistentraject
- 2006 – 'Water': locatieopera op terrein van rioolwaterzuiveringsinstallatie
- 2006 – 'Kuil': monument voor uitgestorven diersoorten - voor Jong Vee, festival van jeugdtheaterwerkplaats ’t Lab
- 2005, 2007 en 2009 – 'De Operaflat': 25 miniopera’s in de deuropeningen van een galerijflat
- 2008 – 'Purcell Phone': vocale wandeling
- 2008 - 'De Zingende Stad'
- 2008 - 'Mijn toekomst':  portrettenserie

Voor De Nederlandse Opera werd het project 'Marco Polo in Amsterdam' gemaakt.

## Creatief partnerschap
In navolging van het Engelse model van Creative Partnerships is de organisatie sinds 2005/2006 met twee Utrechtse scholen een langdurige partnerrelatie aangegaan. Op deze scholen werken leerlingen, leerkrachten en operamakers zij aan zij op basis van gelijkwaardigheid en tweerichtingsverkeer. De term creatief partnerschap wordt inmiddels ook door anderen gebruikt (o.a. op de website www.vmbokunstenaars.nl en door het Utrechtse cultuurparticipatiefonds). 
Yo! Opera heeft een creatief partnerschap met Het Globe College (voorheen Delta College), een VMBO-school in de wijk Kanaleneiland. In 2007 ontving deze school tijdens het Yo! Opera Festival een opera van Glyndebourne Opera op locatie in hun school. Sinds 2007 werken de leerlingen en operamakers aan een opera waarin ze zelf optreden, zij aan zij met professionele operamakers. De andere partnerschool is Openbare Basisschool de Rietendakschool in de wijk Ondiep. Met de Rietendakschool werd in 2007 en 2008 het cultuureducatieve project De Zingende Stad ontwikkeld.

## Prijzen
Bij dat Yo! Opera zou het jonge publiek van kinderen en jongeren ook zelf actief iets doen zoals zingen, schrijven of componeren. Voor het project Opera in de Bus ontving de organisatie in 2006 van de landelijke evenementenprijs, de eerste prijs in de categorie innovatie. In 2008 werd Yo! Opera onderscheiden met de Prins Bernhard Cultuurfonds prijs voor Educatie voor de manier waarop opera voor een jong publiek op de kaart is gezet.